# Pulau Nangka Kecil
Pulau Nangka Kecil är en ö i Indonesien.   Den ligger i provinsen Kalimantan Selatan, i den nordvästra delen av landet, 1 100 km öster om huvudstaden Jakarta. Arean är 0,45 kvadratkilometer.
Terrängen på Pulau Nangka Kecil är platt. Öns högsta punkt är 29 meter över havet. Den sträcker sig 0,8 kilometer i nord-sydlig riktning, och 0,7 kilometer i öst-västlig riktning.